# پر الوفسون
پر الوفسون (انگلیسی: Per Elofsson; ۲ آوریل ۱۹۷۷ – ) اسکی‌باز صحرانوردی اهل سوئد بود.